# Rejon wisagiński
Rejon wisagiński (lit. Visagino savivaldybė) – rejon w północno-wschodniej Litwie. Jego centrum administracyjnym jest miasto Wisaginia.

## Demografia
W 1996 żyło tu 33 100 osób:
- Rosjanie – 55,68%
- Litwini – 15,88%
- Białorusini – 10,29%
- Polacy – 9,13%
- Ukraińcy – 5,69%
- Tatarzy – 0,95%

Religie:
- Prawosławni – 40,42%
- Katolicy – 27,29%
- Ateiści – 27,29%
- Starowiercy – 2,89%
- Muzułmanie – 0,46%.